# Galerie moderního umění v Hradci Králové
Galerie moderního umění v Hradci Králové je příspěvkovou organizací Královéhradeckého kraje. Sídlí v secesní budově postavené roku 1912 podle návrhu architekta Osvalda Polívky jako palác Záložního úvěrního ústavu. Hlavní vstup budovy zdobí monumentální plastiky Úroda a Obchod od Ladislava Šalouna, korunní římsu pak nese trojice atlantů sochaře Františka Fabiánka. Dochovala se rovněž původní uměleckořemeslná výzdoba včetně vitráží, štukových aplikací a dekorativních detailů. V letech 2014–2016 prošla budova rozsáhlou rekonstrukcí a modernizací výstavních prostor. Galerie spravuje sbírku českého i zahraničního výtvarného umění 20. a 21. století. 

## Historie
Počátky dnešní Galerie moderního umění v Hradci Králové sahají do období Městské obrazárny (1919–1953), jejímž základem se stala kolekce sta obrazů a prací na papíře, kterou městu věnoval biskup Josef Doubrava. Tato sbírka položila základ systematické akviziční činnosti, jež se naplno rozvinula zejména po roce 1963.
Už ve 30. letech se začalo uvažovat o výstavbě samostatné galerijní budovy. Architekt Josef Gočár zpracoval na žádost Spořitelny královéhradecké návrh modernistického objektu, datovaný 1. září 1930. Projekt počítal se čtyřkřídlou stavbou na nábřeží Labe s jasným funkčním rozčleněním: severní křídlo pro sochařství, západní pro grafiku a architekturu, jižní pro krátkodobé výstavy a východní jako otevřenou sloupovou galerii. Uvnitř se nacházelo atrium se zahradou, zázemí mělo být ukryto v podzemí. Ke stavbě však nikdy nedošlo – plány se nedochovaly a proti realizaci se postavily měšťanské spolky. Návrat k myšlence galerie na nábřeží proběhl ještě ve druhé polovině 30. let, ale vývoj přerušila válka.
Galerie byla jako samostatná instituce založena koncem roku 1953 pod názvem Krajská galerie. Její sbírky, do té doby uložené v muzeu, byly převedeny pod novou správu. Jelikož město nedisponovalo vhodnými prostory, galerie nejprve sídlila na zámku v Rychnově nad Kněžnou, kde byla otevřena veřejnosti 31. října 1954. První ředitelkou se stala malířka Božena Hliněnská-Kuhnová, po ní následoval Jan Baleka.
Po krátké epizodě administrativního sloučení s muzeem a památkovým střediskem se galerie od roku 1960 znovu osamostatnila jako Oblastní galerie v Hradci Králové. V roce 1962 jí byly přiděleny prostory v biskupské rezidenci na Velkém náměstí, kam se postupně stěhovaly sbírky a kde byla v roce 1963 otevřena první stálá expozice. Od téhož roku se zřizovatelem stal Východočeský krajský národní výbor, galerie nesla název Krajská galerie v Hradci Králové.
V čele galerie stanul historik umění Josef Sůva, který ji vedl až do roku 1997. Pod jeho vedením se instituce profilovala jako centrum kvalitního a koncepčního sběratelství – téměř jako jediná se vyhnula balastu socialistického realismu a vytvářela sbírku zaměřenou na českou modernu 20. století. Významnou součástí se stala kolekce českého kubismu s důrazem na dílo Bohumila Kubišty, zastoupeno je rovněž umění surrealismu i tvorba autorů, které oficiální dějiny dlouhodobě opomíjely (např. Josef Váchal, Karel Šlenger, Ladislav Zívr).
Po roce 1989 galerie přesídlila do budovy bývalého Záložního úvěrního ústavu na třídě ČSA, kterou do té doby využívalo Muzeum revolučních tradic. Ředitelem byl v letech 1997–2018 Tomáš Rybička, za jehož působení proběhla rozsáhlá rekonstrukce objektu podle návrhu architektonického ateliéru 3Q Project. Rekonstrukce v letech 2014–2016 částečně obnovila původní podobu interiérů z roku 1912 a zároveň je upravila pro výstavní a sbírkotvorný provoz.
Od roku 2019 vede instituci František Zachoval. Galerie se nadále profiluje jako důležité centrum českého moderního a současného umění, rozšířila zaměření sbírek a v roce 2021 zakoupila rozsáhlou sbírku Karla Tutsche s finanční podporou Královéhradeckého kraje.

## Historická sídla galerie, současná budova a její interiéry

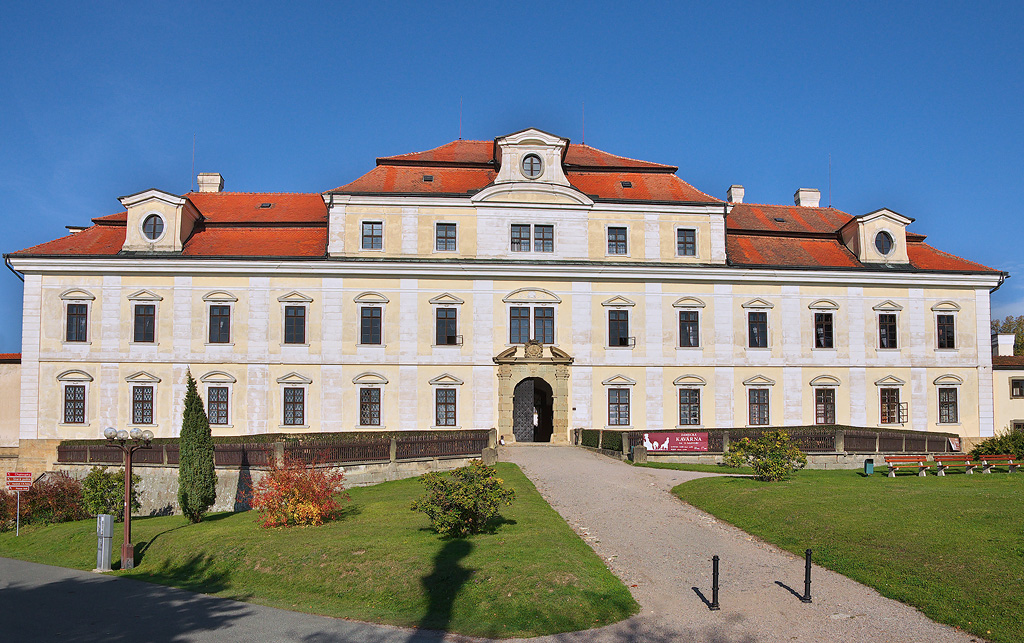
Zámek Rychnov nad Kněžnou
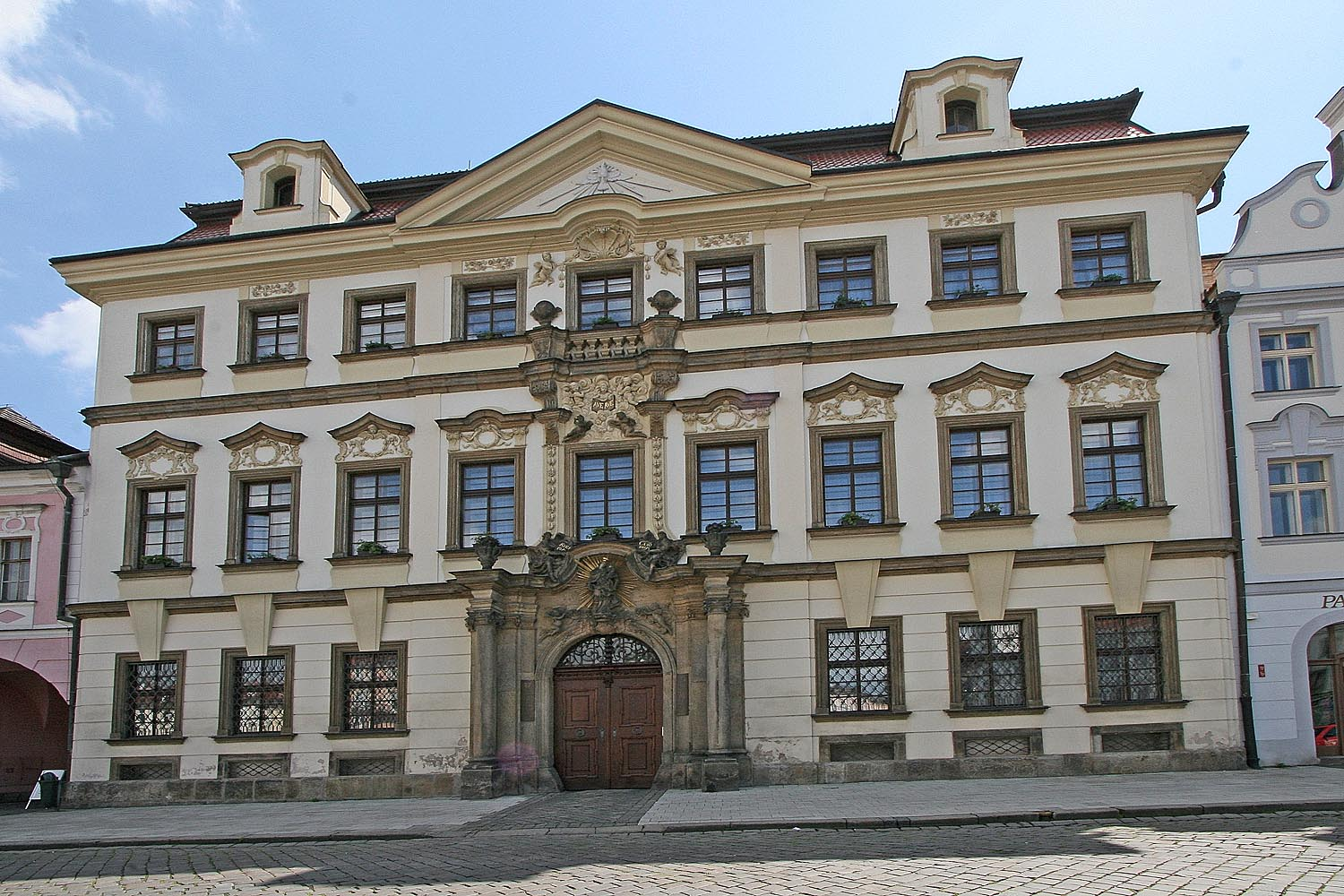
Biskupský palác v Hradci Králové
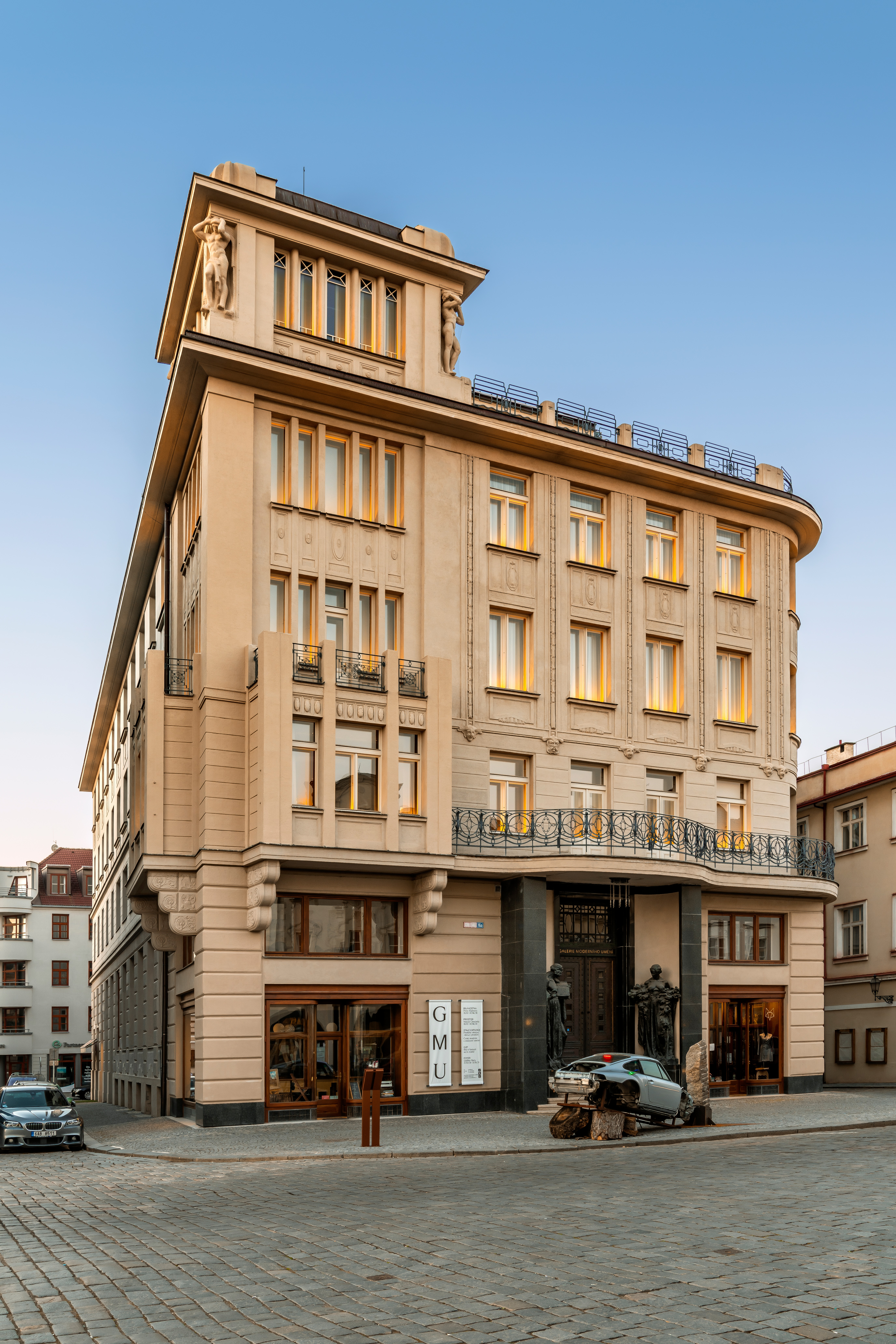
Současná budova GMU v Hradci Králové
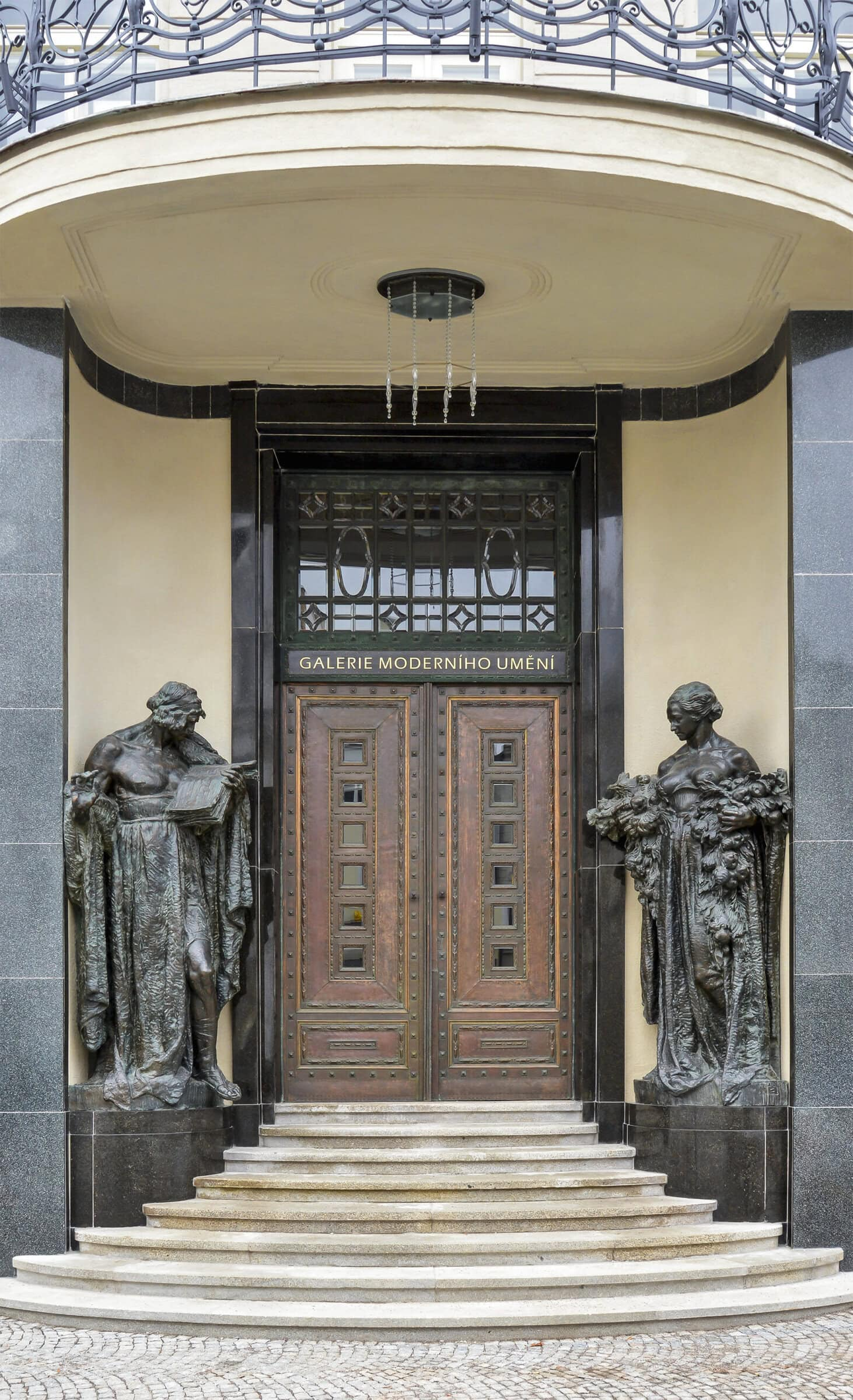
Hlavní vstup galerie s plastikami Ladislava Šalouna
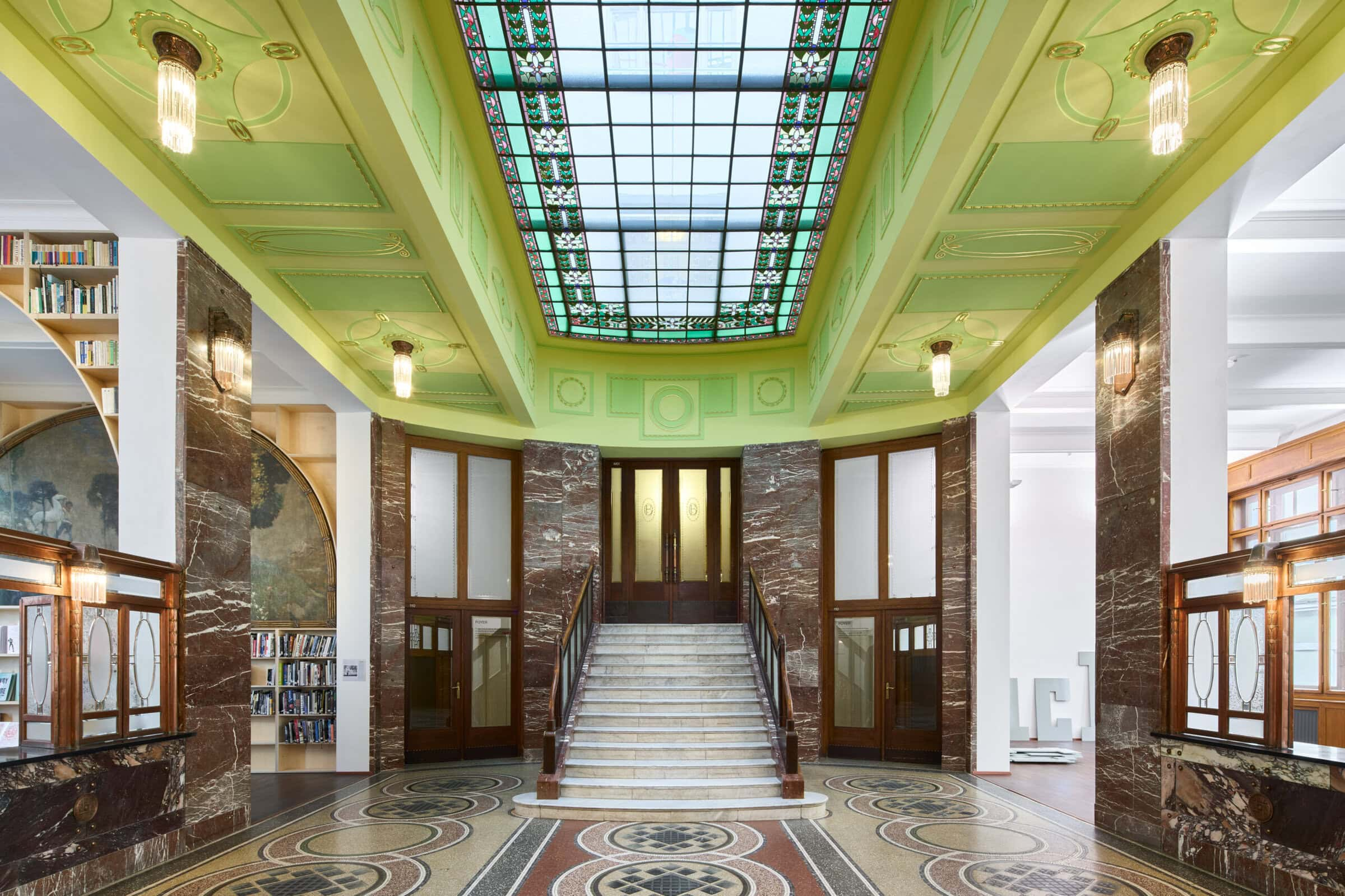
Foyer galerie
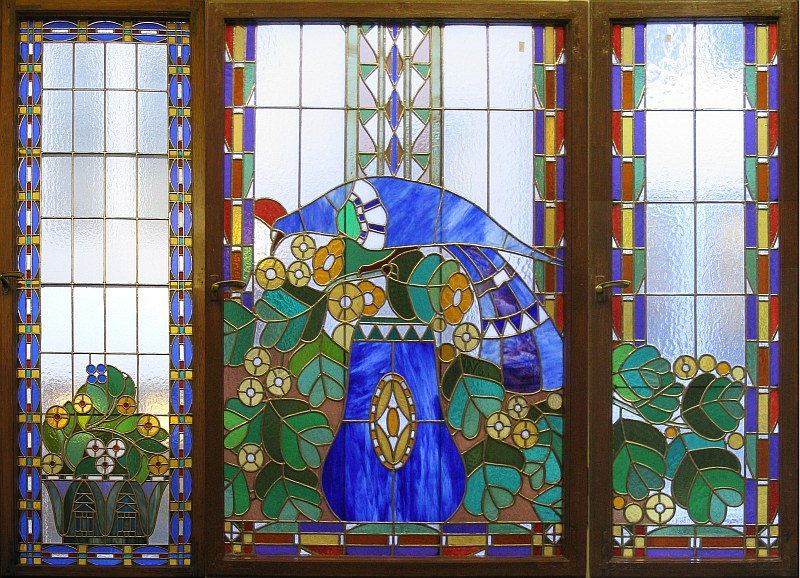
Vitraj v prvním patře galerie

## Sbírka Galerie moderního umění v Hradci Králové
Galerie je téměř jediná sbírka na našem území, jejíž depozitáře nezabírá balast socialistického realismu, povinných nákupů a ministerských převodů. Během působení Josefa Sůvy na ředitelském postu galerie vytvořila ucelenou sbírku českého kubismu, speciálně s ohledem na dílo Bohumila Kubišty, rodáka z nedalekých Vlčkovic. Ve sbírkách je bohatě zastoupeno také umění českého surrealismu od 20. do 70. let dvacátého století. Galerie se pod vedením Dr. Sůvy specializovala na díla oficiálními dějinami opomíjených outsiderů – Josefa Váchala, Karla Šlengera, Ladislava Zívra. Ale sbírka má kvalitně zastoupeno i dílo Emila Filly, Mikuláše Medka, Františka Muziky, Zdeňka Sklenáře, Kamila Lhotáka, Františka Hudečka.
Sbírky galerie jsou zveřejněny online v systému Citem tzv. Promus.

### Obrazy

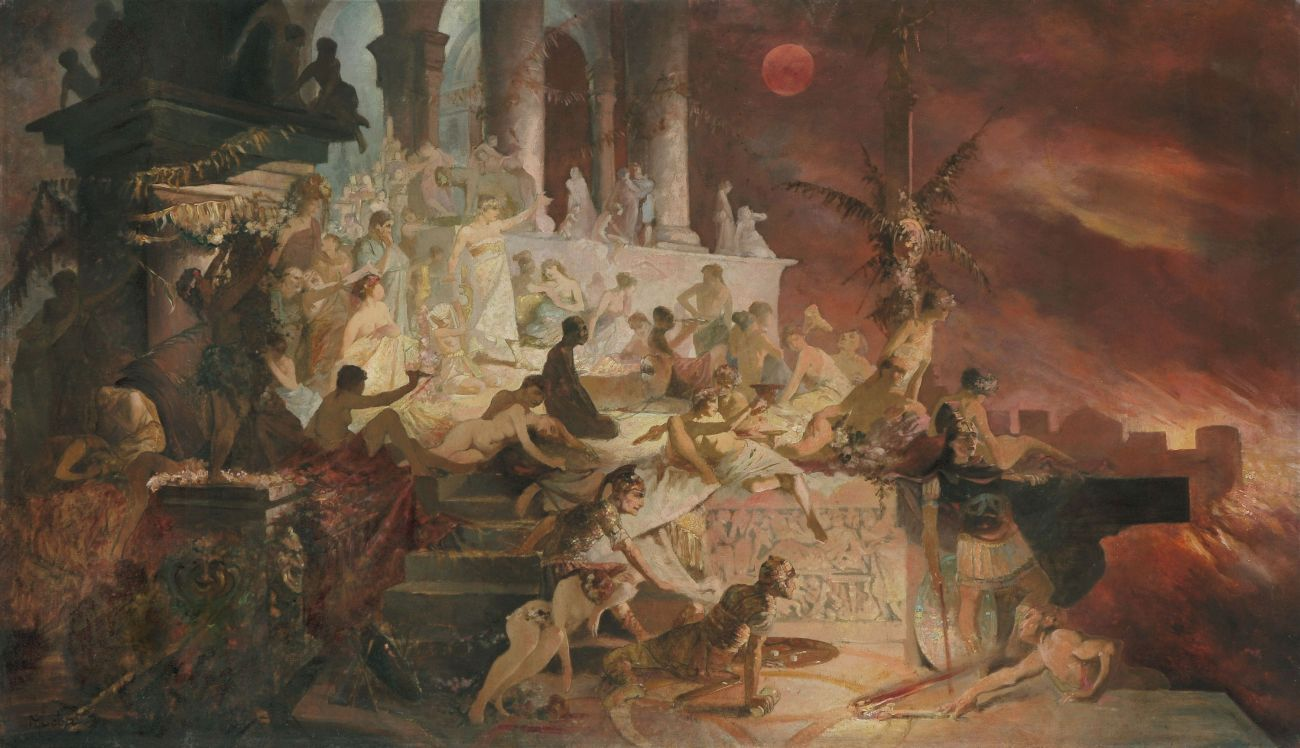
Alfons Mucha, Nero pozoruje hořící Řím (1887)
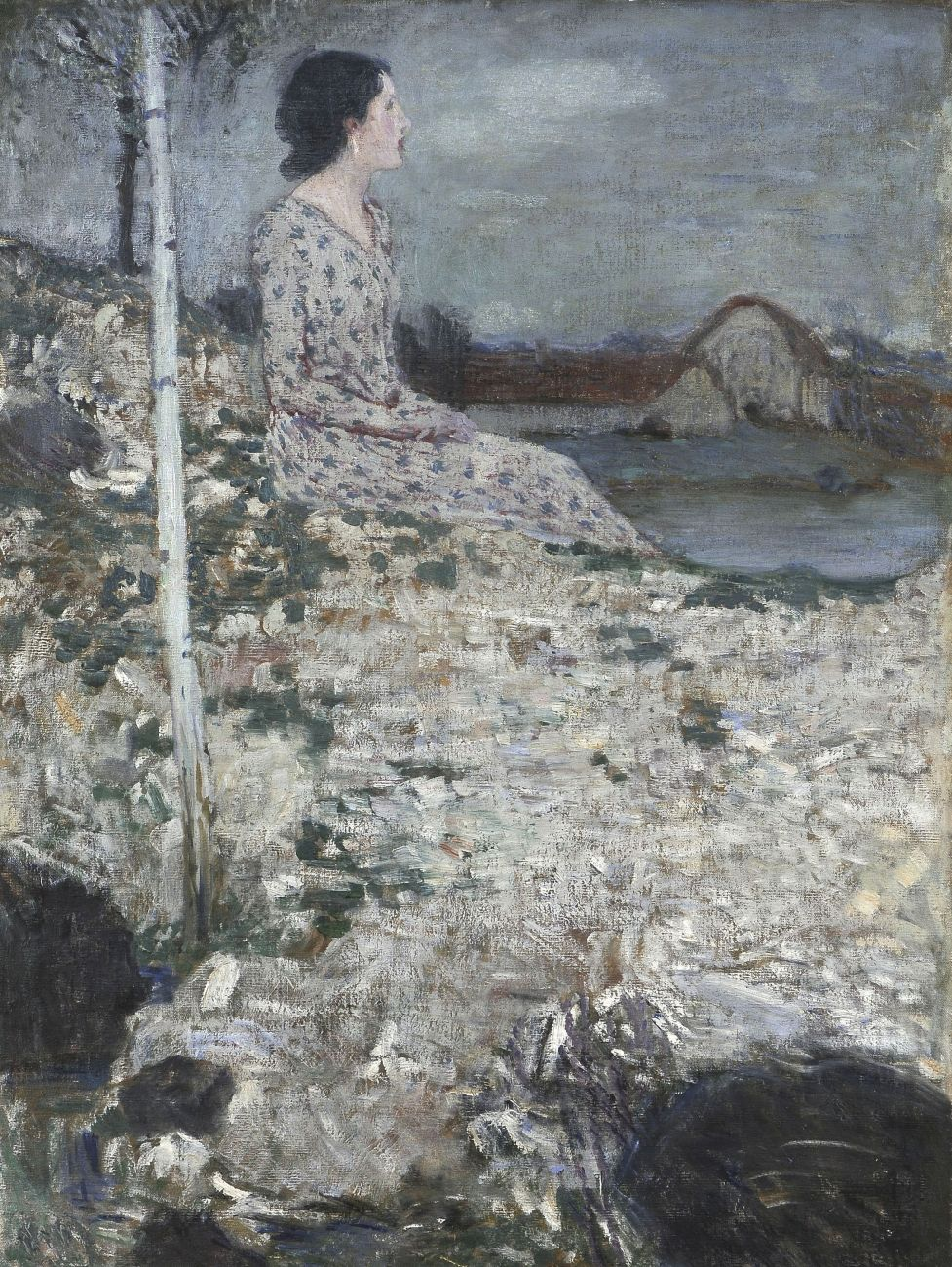
Jan Preisler, Pohádka (1901-02)
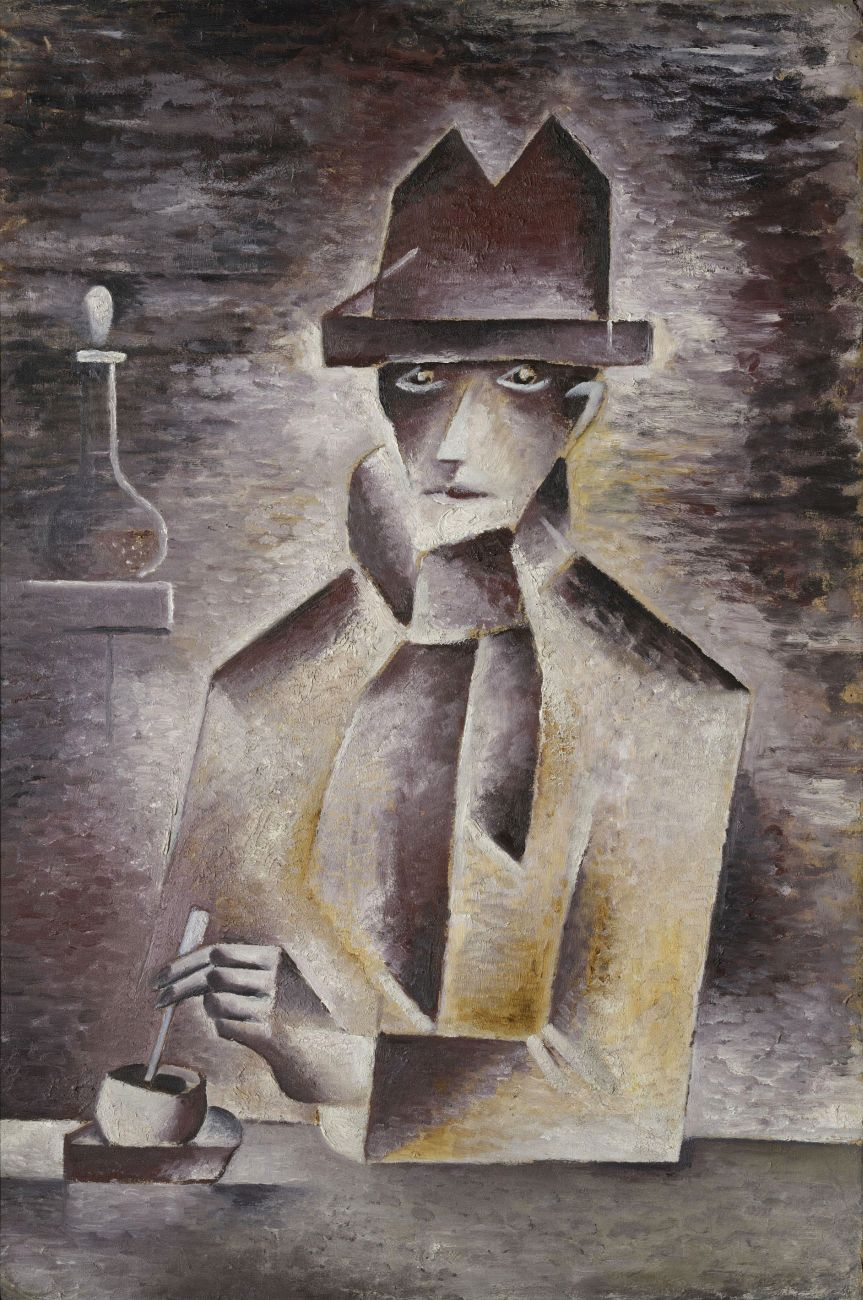
Alois Wachsman, Míchač (1908)
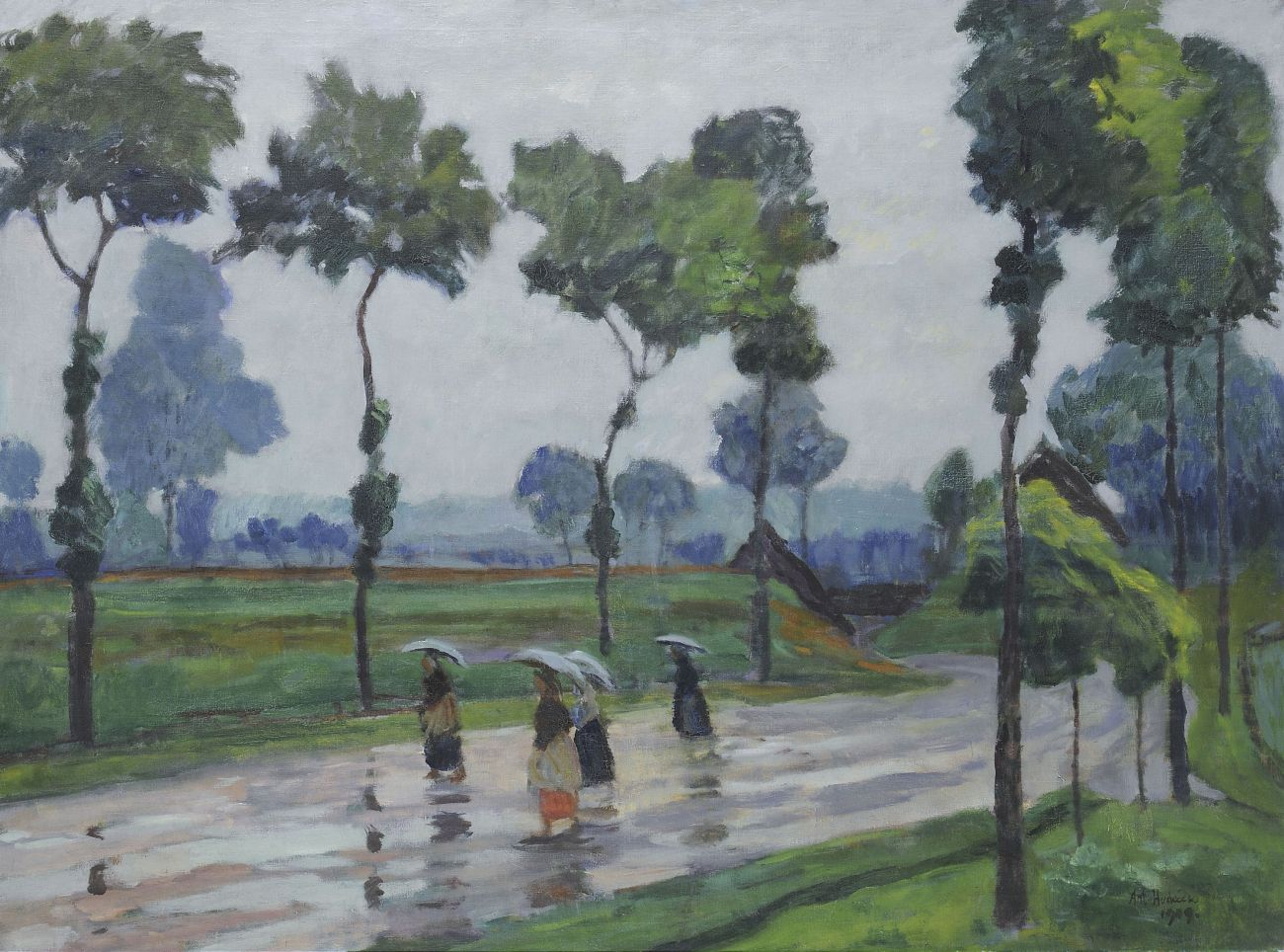
Antonín Hudeček, V dešti (1909)
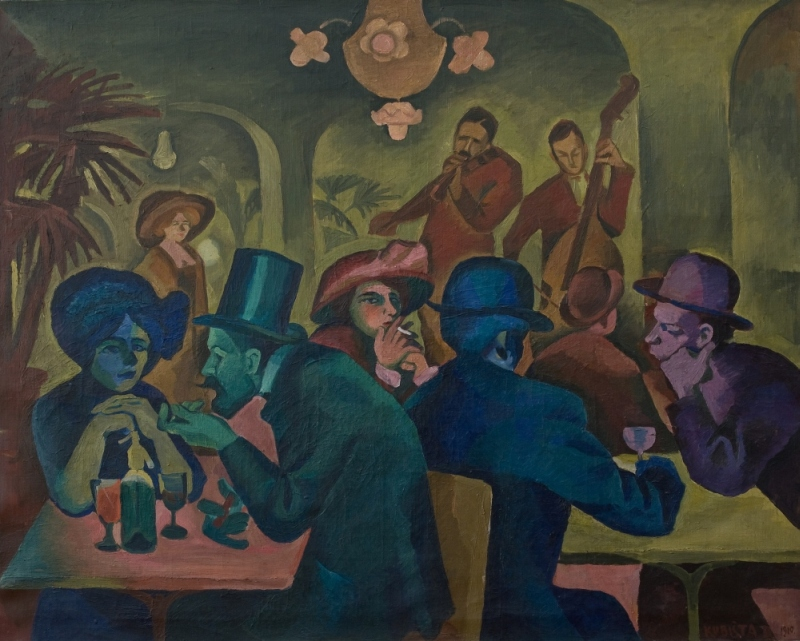
Bohumil Kubišta, Kavárna (1910)
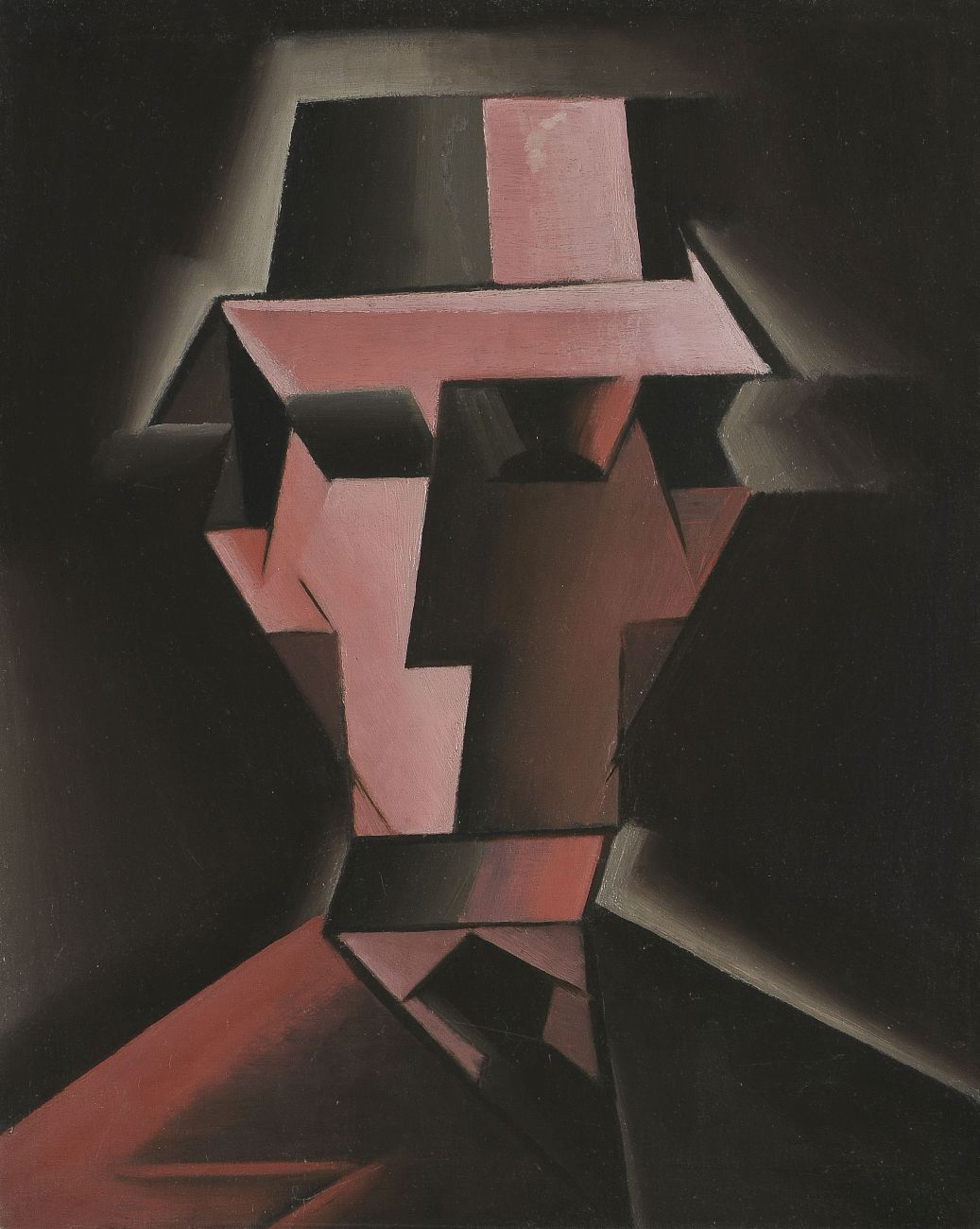
Josef Čapek, Muž v klobouku (1915-16)
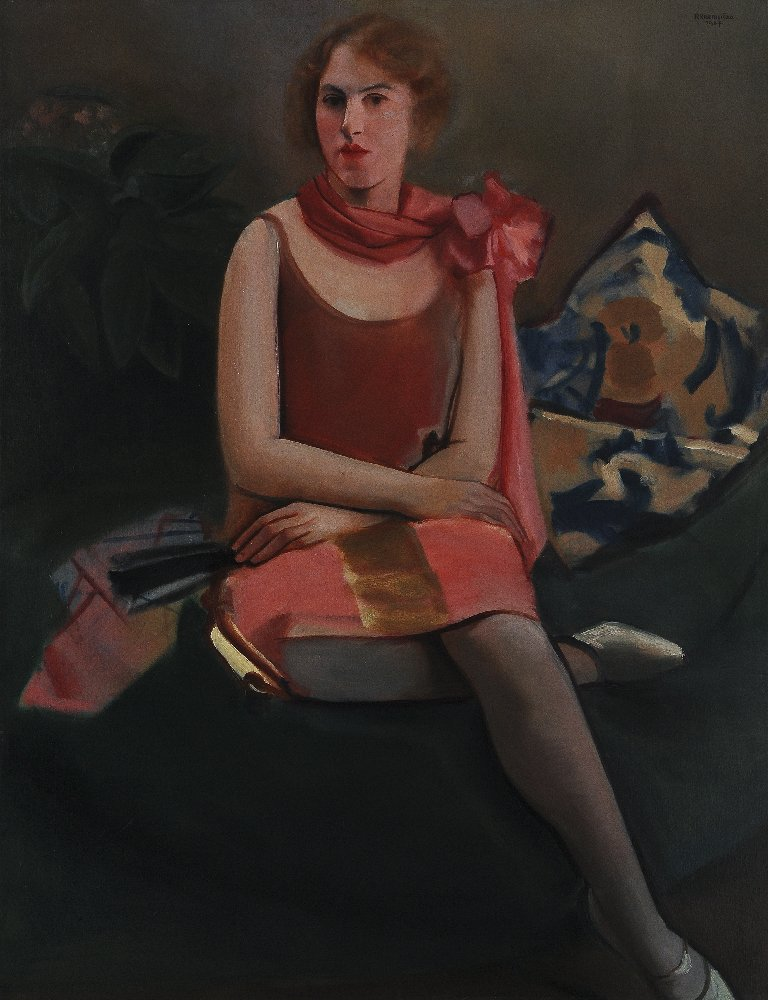
Rudolf Kremlička, Portrét slečny Schückové, (1927)
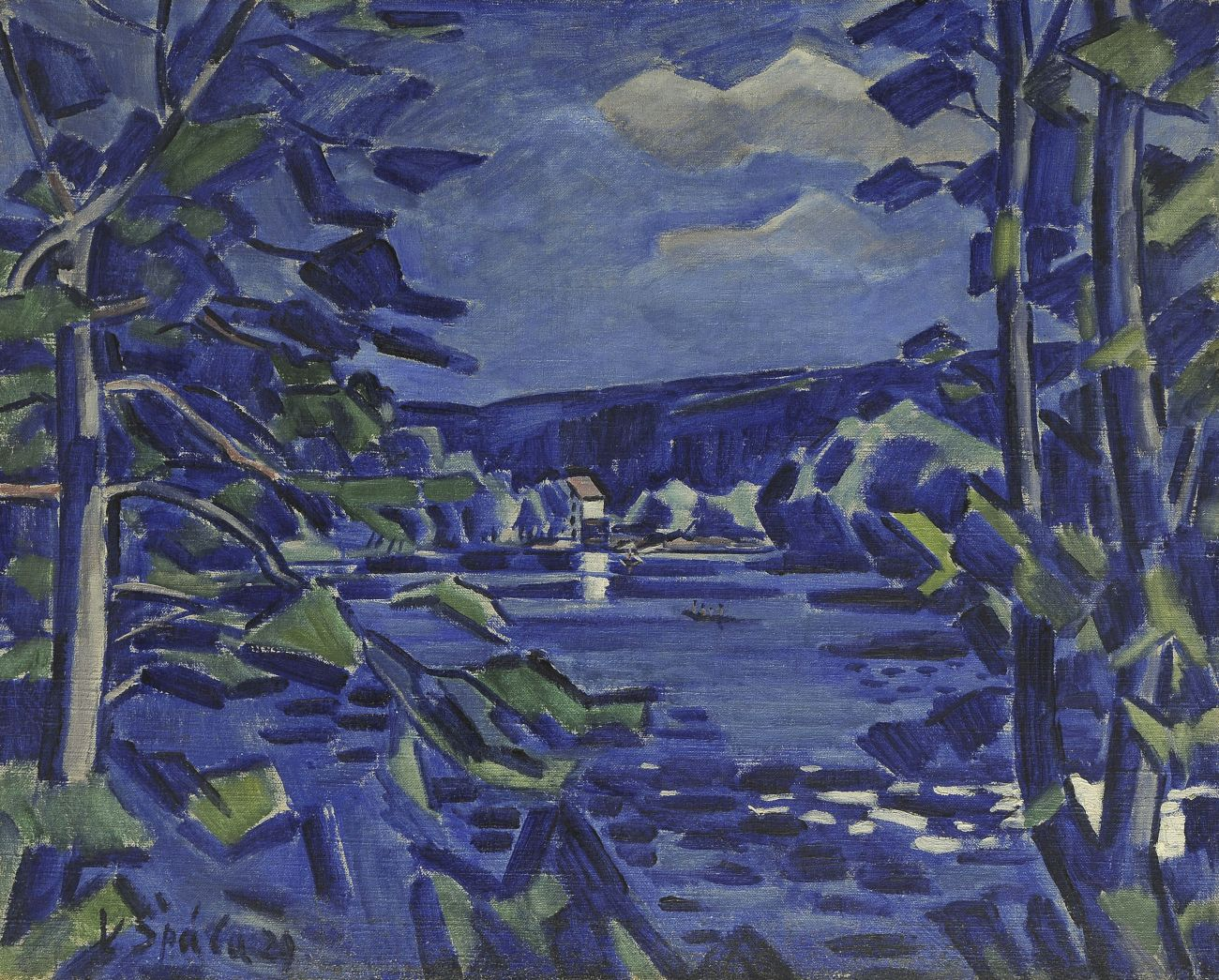
Václav Špála, Mlýn na Otavě (1929)
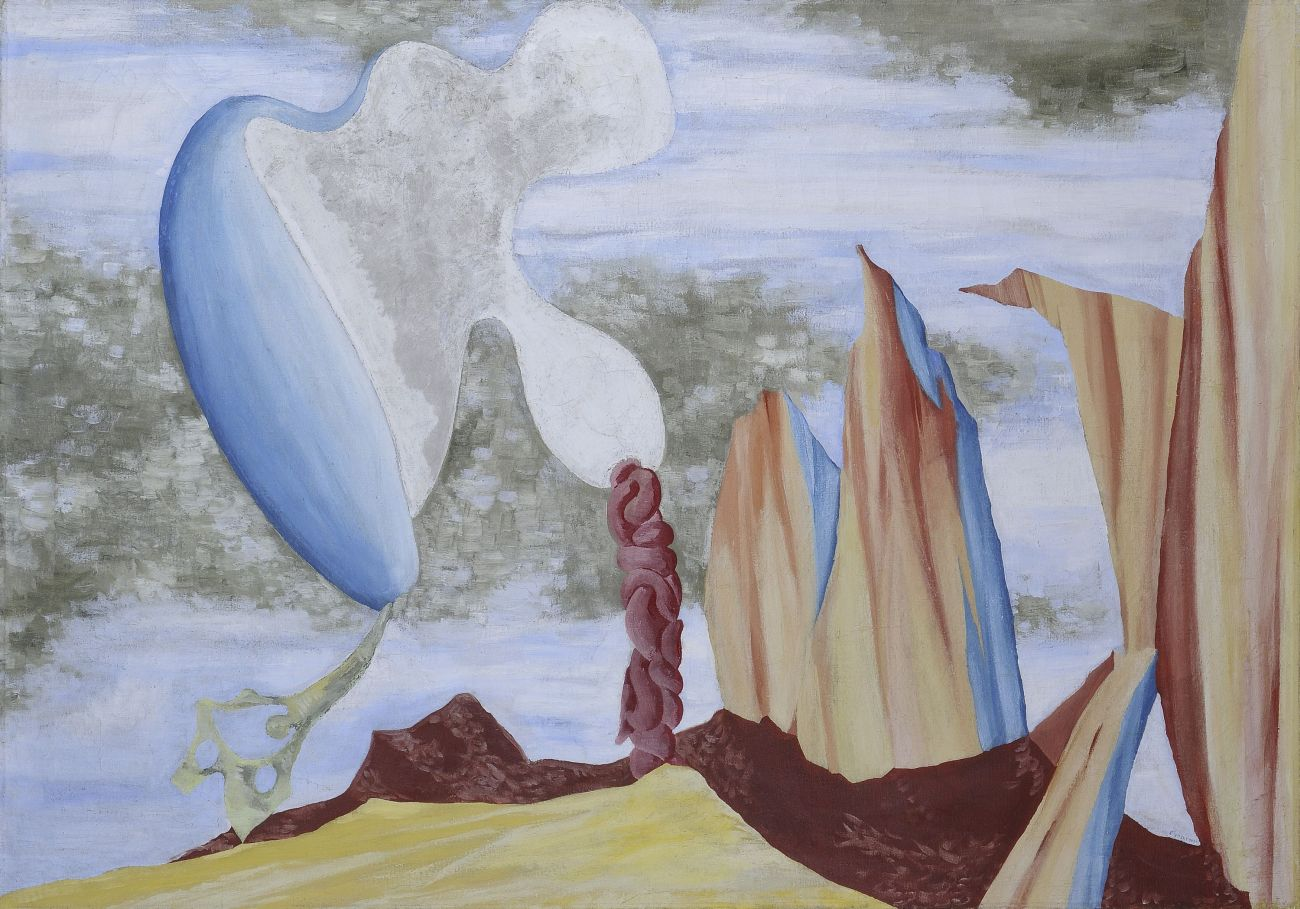
Jindřich Štyrský, Z Českého ráje (1931)
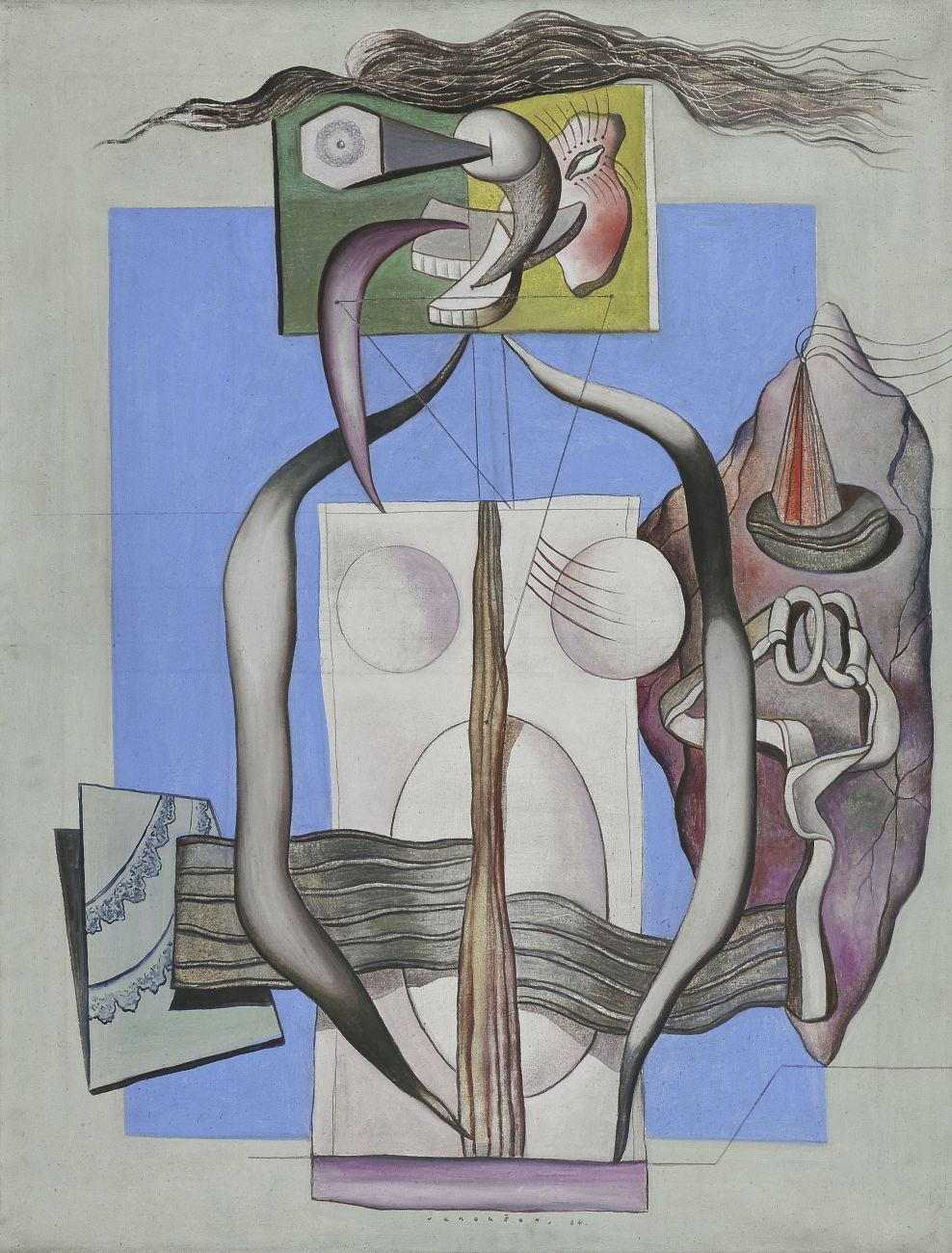
František Janoušek, Žena (1934)
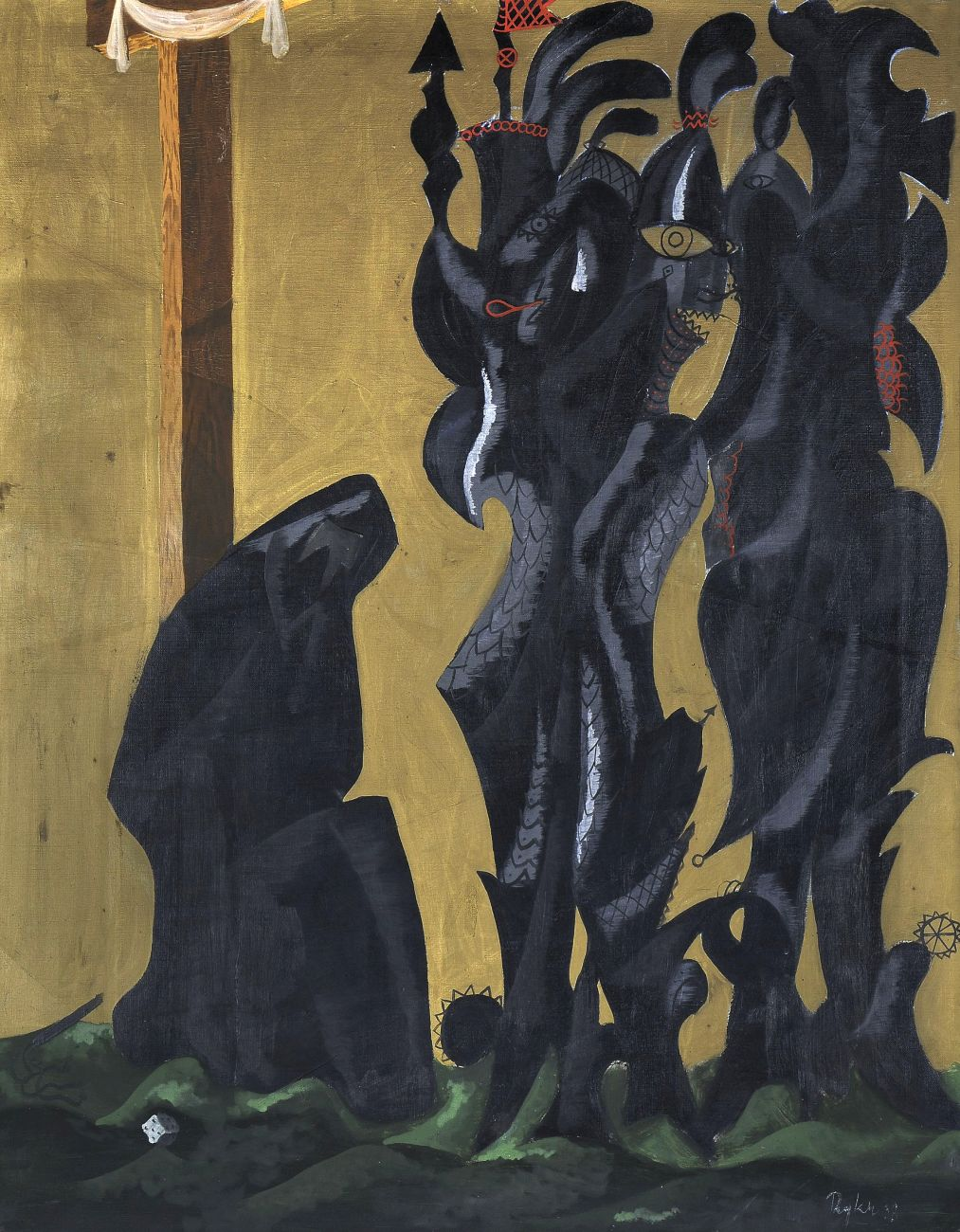
Zdenek Rykr, Kalvárie (1938)
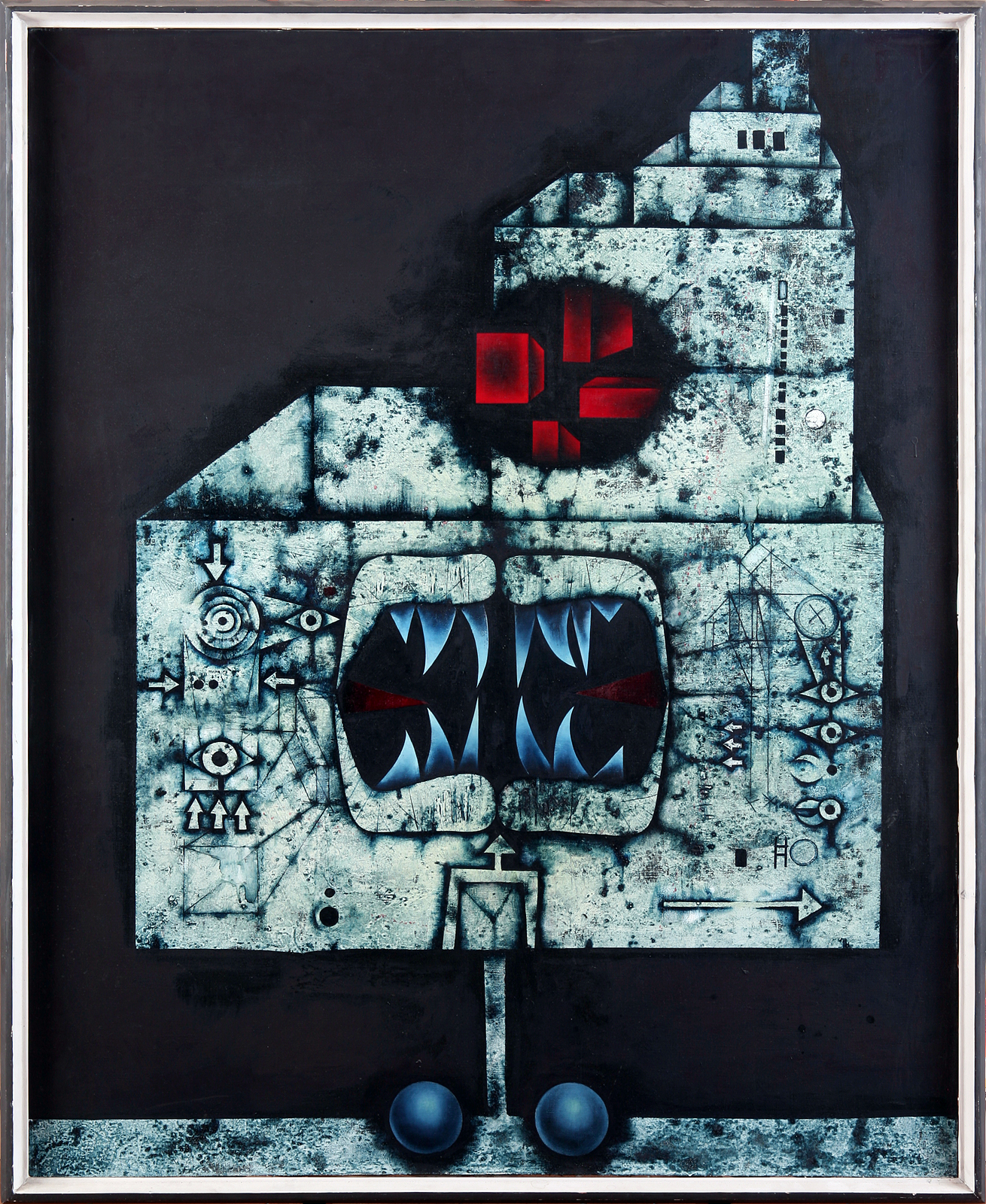
Mikuláš Medek, Pokus o portrét Markýze de Sade II (1969)
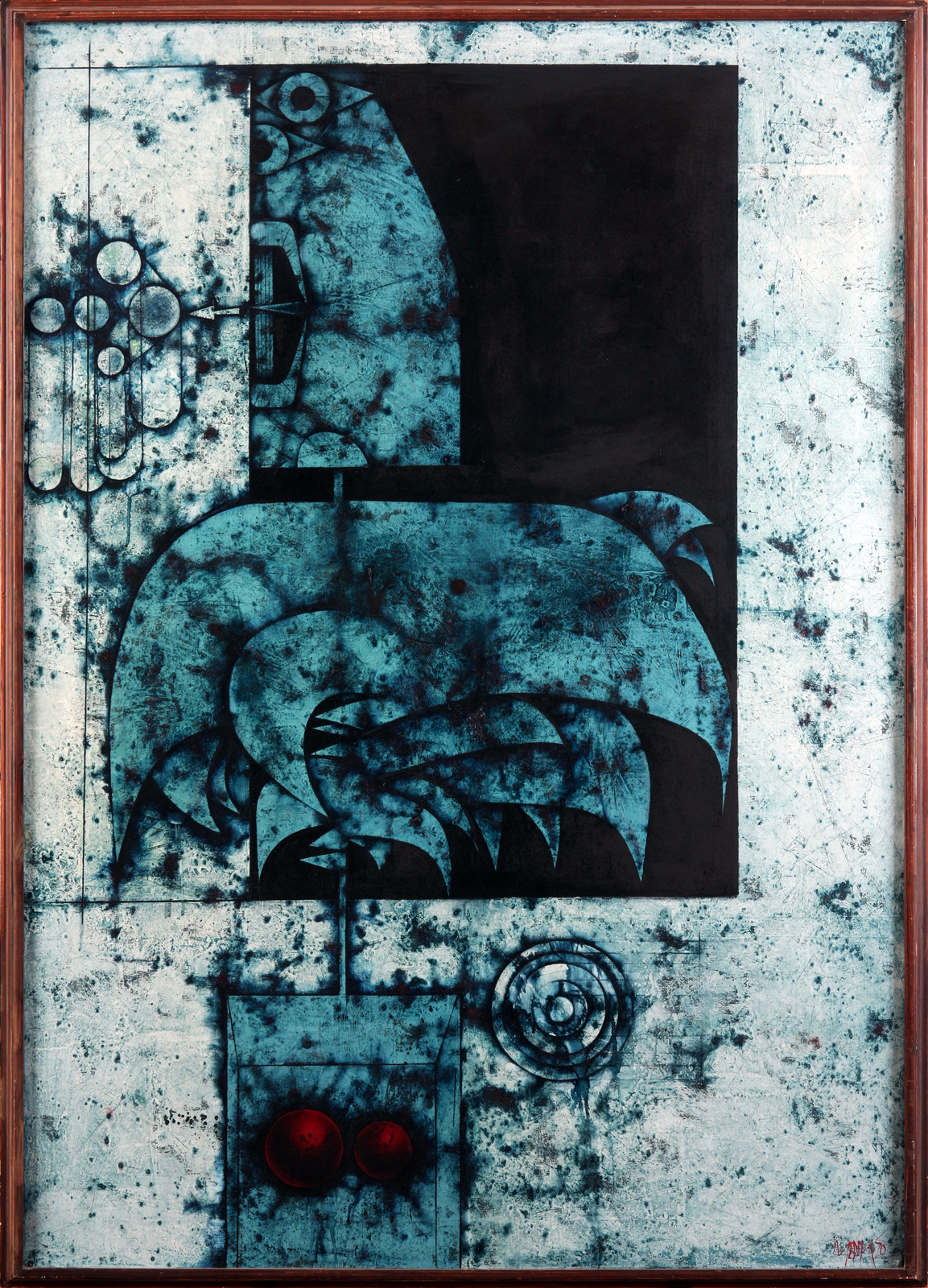
Mikuláš Medek, Žíznivý anděl v okně (1970)
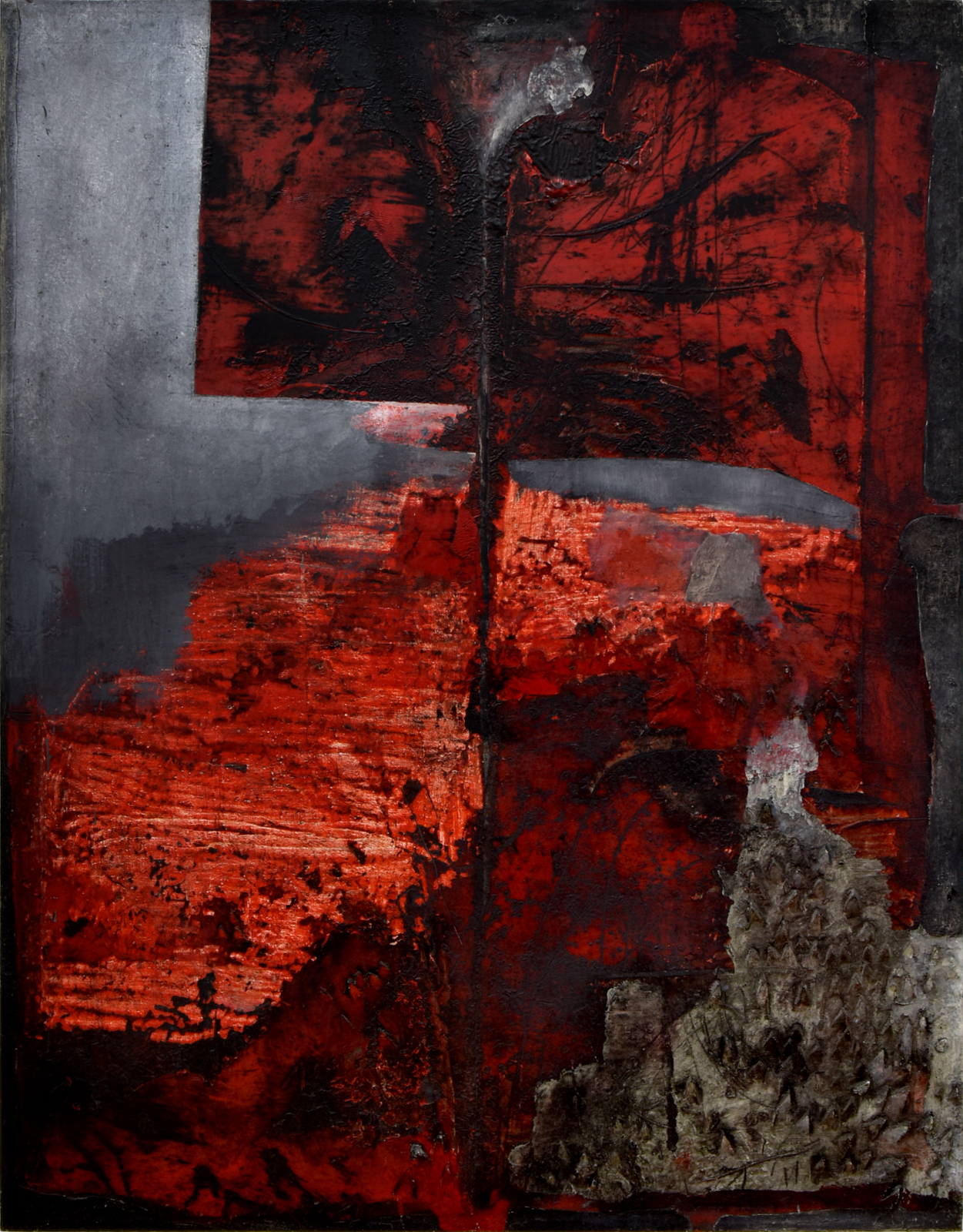
Bedřich Dlouhý, Červená krajina (1962)
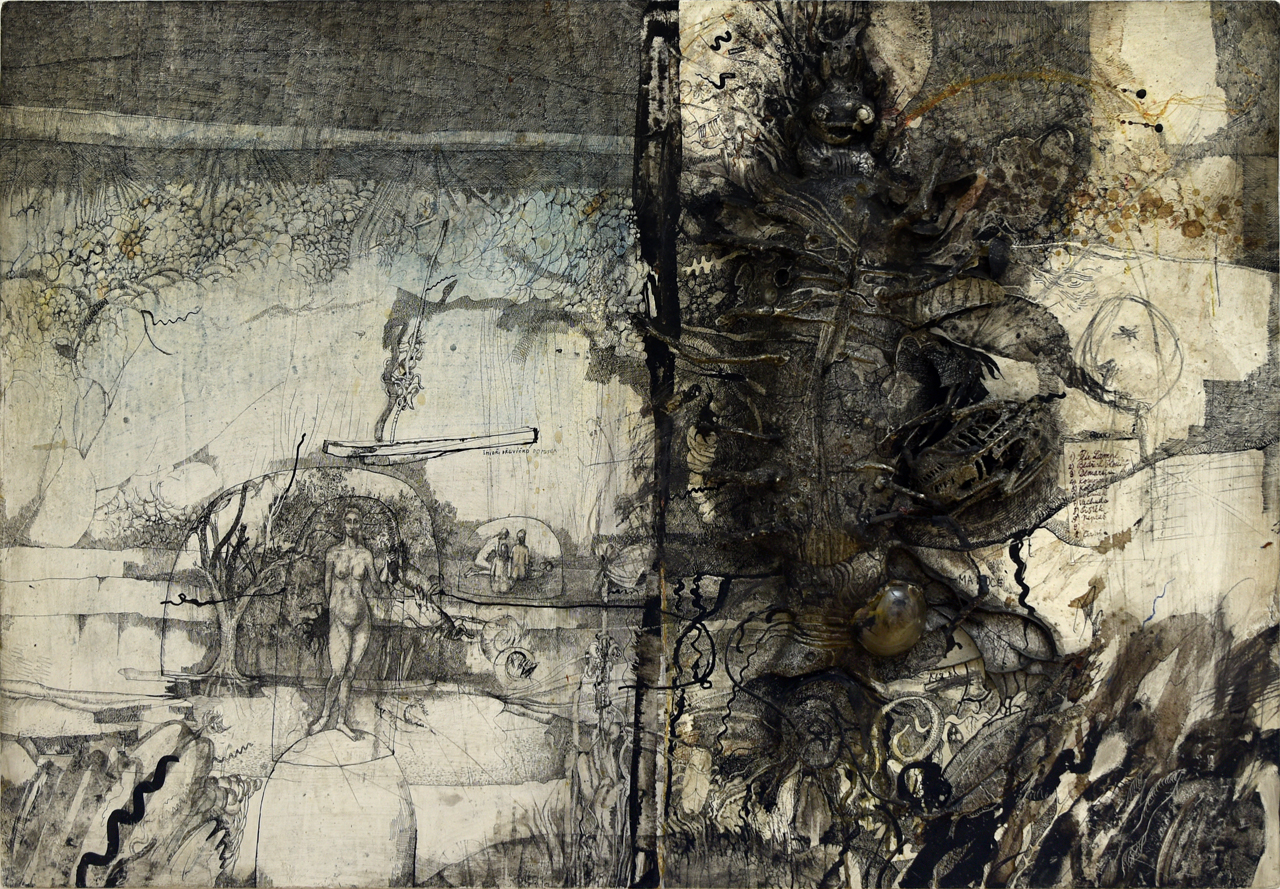
Bedřich Dlouhý, Studie VIII, Moroa s broukem (1965)

### Sochy

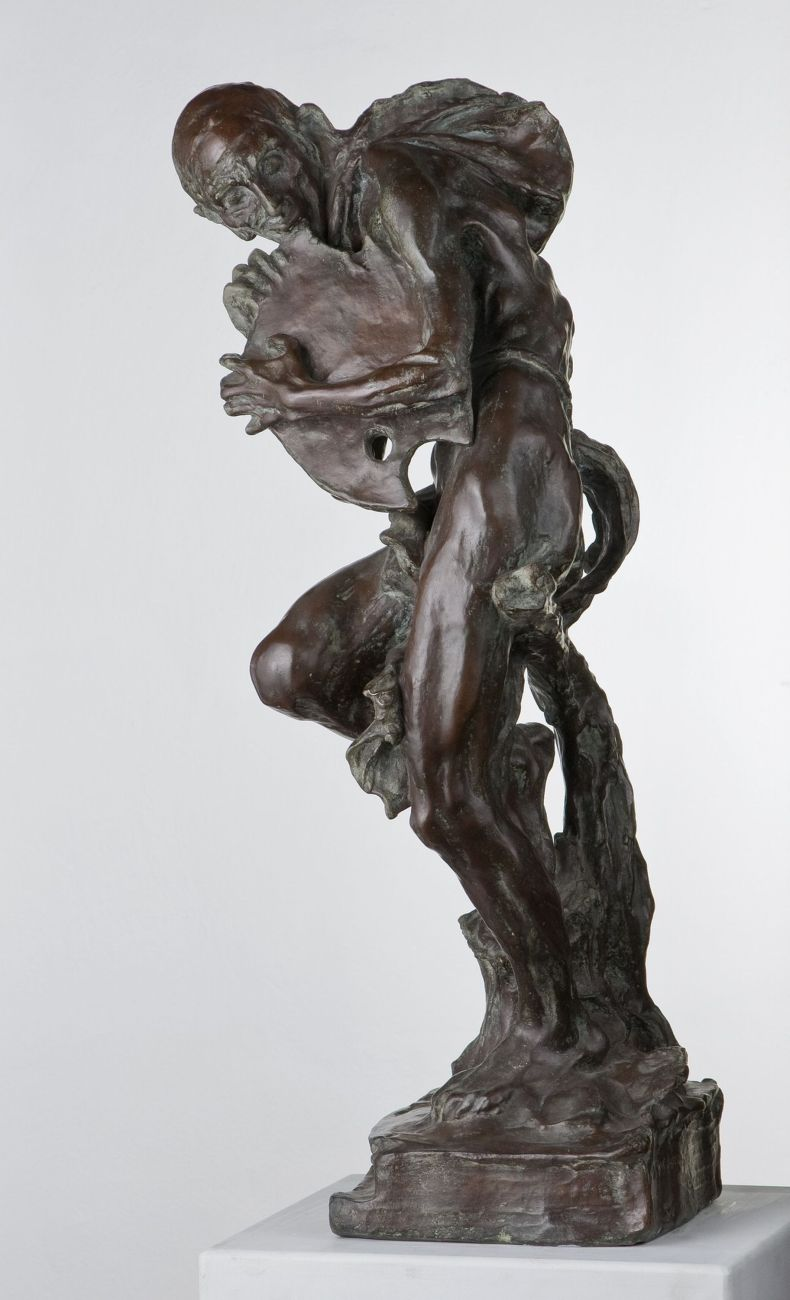
Quido Kocian, Úděl umělce
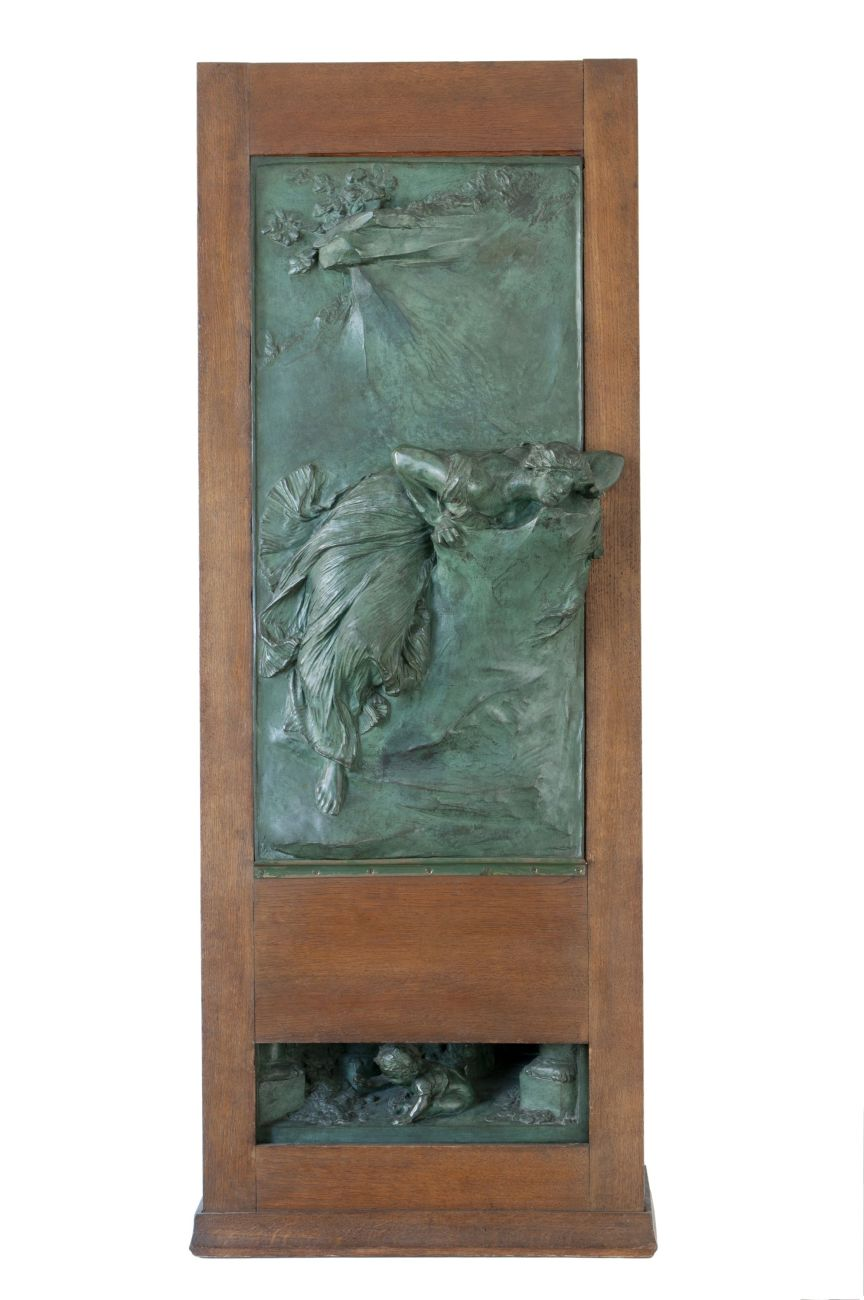
Stanislav Sucharda, Poklad (1897)
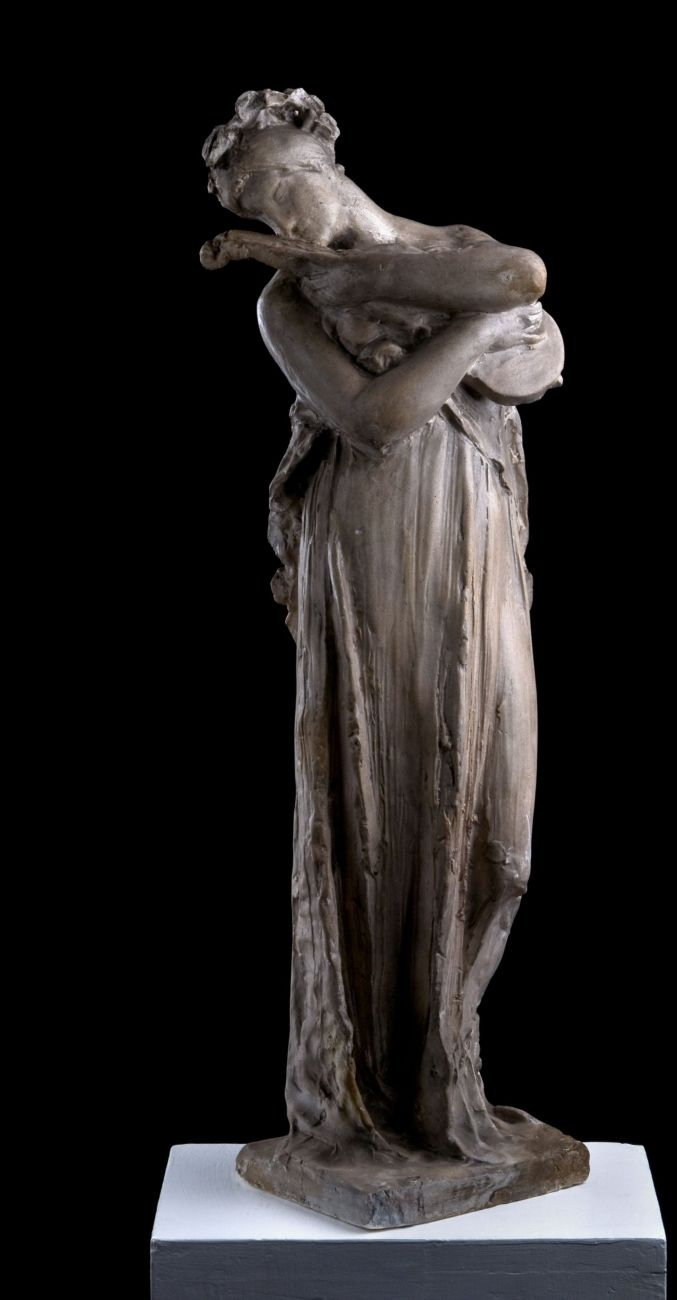
Josef Václav Myslbek, Skica k Hudbě (1907-12)
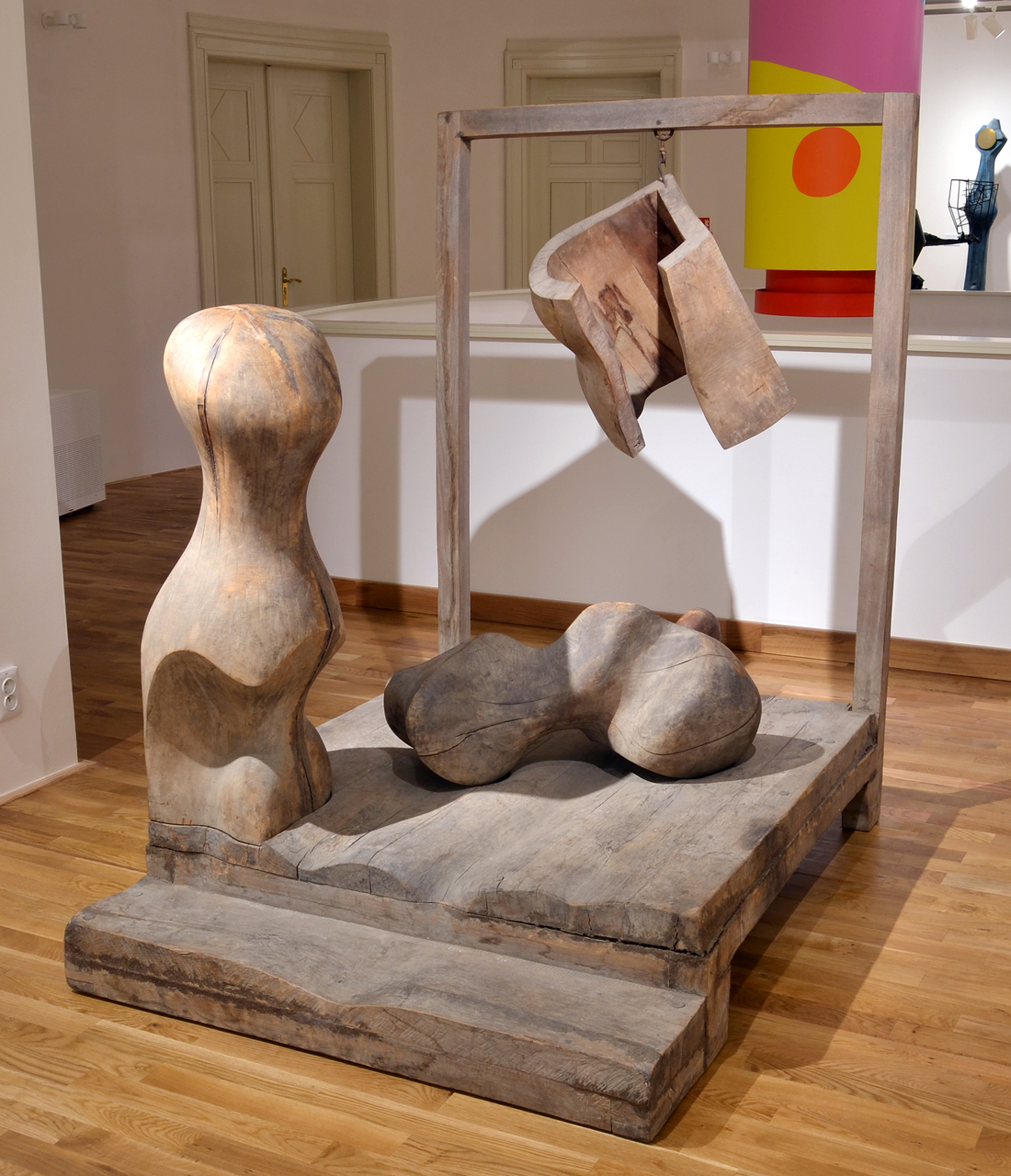
Jiří Beránek, Tíha času II (1969-1974)

## Stálé expozice
V prosinci 2020 představila galerie novou koncepci stálé expozice, která neřadí umělecká díla chronologicky, ale v části nazvané Minulé století vychází ze specifického charakteru tvorby vybrané dvacítky umělců a umělkyň. Součástí expozice jsou texty, citáty nebo zvukový záznam. Autorka koncepce a kurátorka galerie Petra Příkazská se zvolenou metodou přibližuje renesančnímu názoru, podle něhož originalita projevu autorů utváří podobu umění dané epochy.
V expozici nazvané Posledních padesát let se autor koncepce Tomáš Pospiszyl rovněž vzdal chronologického řazení a pojal ji tematicky, se snahou přiblížit spektrum různých přístupů a tendencí současné umělecké tvorby s důrazem na rozmanitost přístupů jednotlivých autorů a autorek.

## Galerijní edukace
"Edukační oddělení Galerie moderního umění v Hradci Králové realizovalo v roce 2020 několik druhů programů a akcí pro návštěvníky galerie napříč věkovými kategoriemi. Intenzivně nabízenými byly edukační programy, připravené pro školní skupiny všech vzdělávacích stupňů. Tyto programy, vztahující se ke stálé expozici Proměny obrazu / Obrazy proměn, nabídly širokou škálu možností od již tradičního seznámení se s budovou a galerií po programy zaměřené na výrazové prostředky výtvarného vyjádření. Rozsáhlý edukační program připravený k samostatné výstavě Matyáše Chocholy Dějiny lidstva nebyl z důvodu coronavirové pandemie realizován. K němu byly připraveny propracované doprovodné materiály v podobě pracovních listů. Edukační programy vzhledem k této situaci byly nejintenzivněji realizovány během měsíce ledna, února a září. Zaběhlým, oblíbeným, a především pravidelným typem programu, který je zaměřen na spolupráci dětí (věk 3–10 let) a rodičů je tzv. Obrazárna, ta se opakovaně dvakrát měsíčně věnovala vždy jednomu inspiračnímu zdroji, kterým bylo výtvarné dílo ze stálé expozice či probíhající výstavy. Obrazárny reagovaly např. na díla D. Sahánkové, P. Malinové, D. Bači, A. Šimotové nebo F. Muziky. Nově v tomto roce byla zahájena také výtvarná setkávání pro kategorii dospělých, kteří se chtějí výtvarně vyjadřovat, seznamovat se s šíří výtvarných technik a uměleckými díly. Tento program je nazván Obrazárna+. V prvních proběhlých Obrazárnách+ se edukátorky zaměřily nejprve na základní výtvarné techniky jako kresba, tempera, koláž. Pravidelnými akcemi s nižší frekvencí opakování jsou Otevřený ateliér – Neseď doma za výzo, který v rámci pololetního vysvědčení zve děti do výtvarného ateliéru k volné tvorbě. Jednorázová akce, jež se uskutečnila ke Dni dětí s názvem Galerijní chvilka poezie, se realizovala ve velmi symbolické rovině, kdy se kolemjdoucí v okolí galerie mohli literárně zapojit a složit pro galerii báseň, po sepsání ji vhodit do galerijního boxu a čekat na její zveřejnění v on-line prostředí. Tato akce byla navázána na odměnu v podobě volné galerijní vstupenky." 

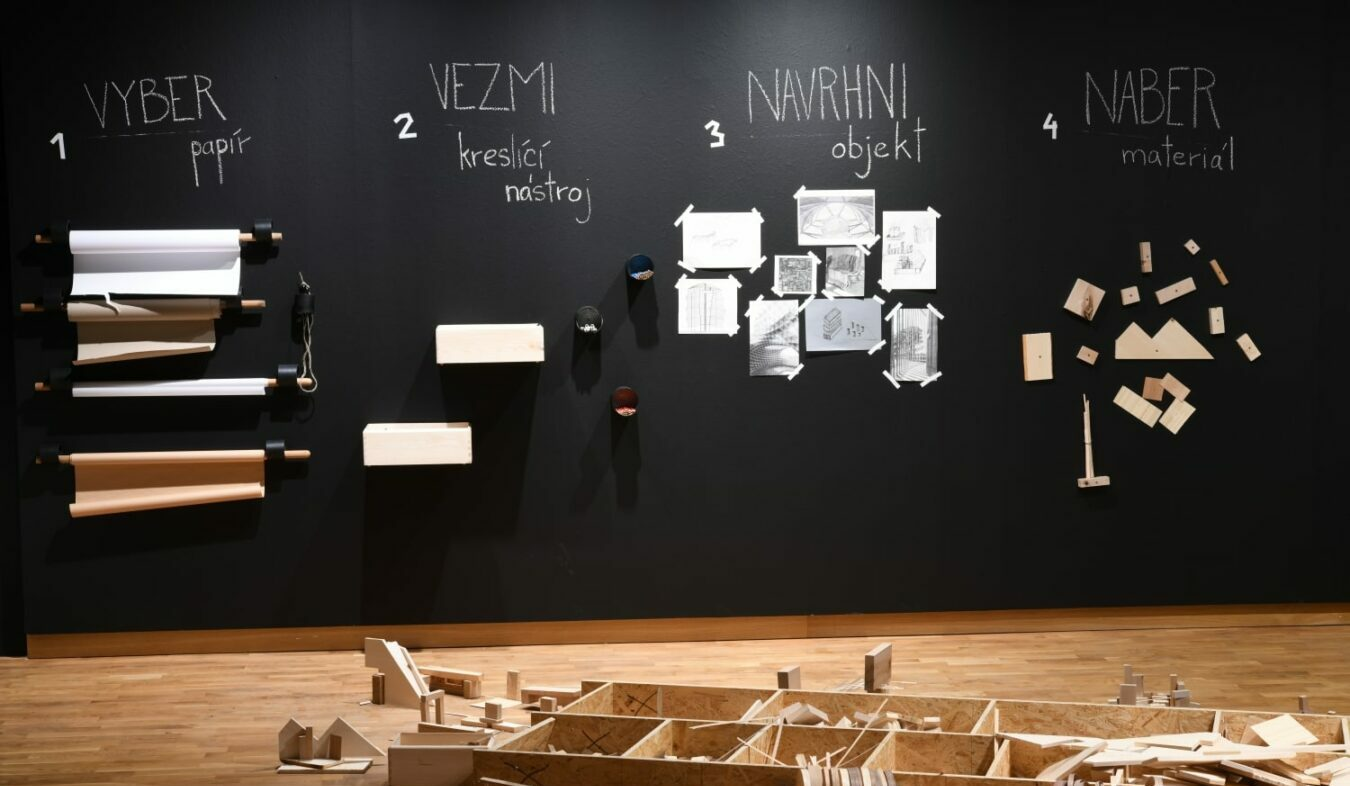
Edukační zeď při výstavě Jiřího Hilmara.

Edukátorkami jsou Mgr. Helena Šestáková, Mgr. Patricie Kaválková a Bc. Linda Vidová.

## Vědecko-výzkumná činnost
"Dle aktualizovaného organizačního řádu GMU ze dne 1. prosince 2021 (článek 3 a odstavec 2 – Organizace se člení do těchto útvarů organizační struktury) je ustanoveno vědecko-výzkumné oddělení, které na výzkumu spolupracuje se zaměstnanci odborného oddělení galerie, koordinuje činnost nakladatelství GMU a zasedání Ediční rady. Činnost oddělení současně naplňuje definiční znaky organizace pro výzkum a šíření znalostí podle čl. 2 bod 83, 84, 93 Nařízení Komise (EU) č. 651/2014. Při plnění úkolů výzkumné organizace vede GMU oddělenou evidenci nákladů a výnosů. GMU v posledních dvou letech v rámci plnění svého hlavního poslání kladla důraz na provádění vlastního „základního výzkumu“ a jeho veřejné šíření formou edukačních programů pro veřejnost, výstavních projektů a publikační činnosti. Současně na základě vlastní sbírkotvorné činnosti, profilace a odborného zpracování sbírek získává organizace nové poznatky. Realizuje tak umělecko-historický výzkum zaměřený na základní principy jevů a skutečností ve výtvarném umění."

## Popularizace umění
"Pohodlně Vás usadíme přímo do expozice, abyste si mohli vychutnat poutavé vyprávění o životech umělců a jejich dílech. Těšit se můžete také na výbornou kávu v příjemném prostředí galerie."
Mimo vědecko výzkumnou činnost se pracovníci galerie věnují i popularizaci umění. Jedná se především o komentované prohlídky pro širokou veřejnost (Honzovy chvilky s uměním/Chvilky s uměním). Tyto doprovodné programy jsou pořádány vždy první středu v měsíci, a to v časech 10:00 a 16:00. Jsou věnovány českým umělcům a umělkyním působících ve dvacátém století, jejichž tvorba je prezentována veřejnosti formou stálé expozice s názvem Minulé století – dvacet osobností v Galerii moderního umění v Hradci Králové. K oné expozici historik umění představuje jednotlivé autory/autorky formou popularizačních přednášek (komentovaných prohlídek), během kterých posluchače seznamuje s životem a dílem dané osobnosti a také interpretuje jejich jednotlivá díla, která jsou v expozici zastoupena. Na konci každé přednášky je uskutečněna otevřená diskuse mezi přednášejícím a posluchači. Provázejí Jan Florentýn Báchor a Tomáš Kolich.
Dále jsou GMUHK vydávána popularizační videa s názvem Detaily umění,  která se věnují vždy vybranému autorovi/autorce. V krátkostopážním videu je popsáno vždy jedno vybrané dílo interpetované v souvislostech. 

## Výstavní činnost po roce 2000
V hlavních výstavních sálech galerie v přízemí se odehrávají monografické, tematické i skupinové výstavy, které musí obstát ve zdobeném secesním interiéru bývalé záložny. Někteří autoři svou instalací přímo na interiéry reagovali: Miloš Šejn, Irena Jůzová, Jana Matějková-Middleton.
Od roku 2019 jsou ve čtvrtém patře tři nové výstavní prostory: Prostor, Bílá kostka a Černá kostka. Pro specifické výstavní účely je od roku 2020 využíván Foyer GMU.
Galerie po roce 2000 dává každoročně prostor tematické výstavě, která přibližuje nejrůznější podoby domácí vizuální scény.
- Tematické výstavy :
  - Magie barev, 2001
  - Hyperrealismus, 2002
  - Ornament 2003
  - Bylo nebylo... (pohádkové motivy), 2004
  - Gesto a exprese – Stopy zápasu, 2005
  - Kvalitní řešení (Socha a objekt), 2006
  - Zátiší, 2006
  - Světla měst a noční chodci, 2008
  - Hráči, 2010
  - Současná česká krajina, 2011
  - Na duši nepokoj, 2012
  - Velké ticho, 2013
  - Cena Vladimíra Boudníka, 2013
  - Příběh dne/s/, 2017
  - Energie prvotní čáry, 2018
  - Paříž krásná a inspirující, 2018
  - 12:15 dnes…, 2018
  - Art Division Team Victory Nox, 2019
  - Lubomír Typlt – Jiří Načeradský: Příčný řez, 2019
  - Odkaz biskupa Josefa Doubravy, 2019
  - Krajina skrytá uvnitř světa – Obrazy Orlických hor, 2019
  - Pozdní intimita, 2021
- Cyklus Moderní česká krajinomalba :
  - Antonín Slavíček
  - Antonín Hudeček
  - Václav Radimský
  - Václav Špála
  - Václav Rabas
  - Otakar Nejedlý
  - Otakar Kubín
  - Jan Zrzavý
  - Kamil Lhoták
- Monografické výstavy:
  - Ivan Ouhel, 2001
  - Michal Cihlář, 2002
  - Bořivoj Borovský, 2003
  - Štěpán Málek 2002
  - Pavel Doskočil, 2003
  - František Dörfl, 2002
  - Emil Arthur Pittermann Longen
  - Karel Nepraš 2008
  - Kurt Gebauer
  - Michal Gabriel
  - Čestmír Suška
  - Jánuš Kubíček
  - Eva Janošková
  - Alena Kučerová, 2005
  - Michael Rittstein, – Má kytara Něžnělka, 2006
  - Jan Kubíček – Grafika, 2006
  - Vladimír Hanuš, 2007
  - Jaroslav Róna, 2009
  - Jaroslav Panuška, 2010
  - Irena Jůzová, 2010
  - Lubomír Přibyl, 2011
  - Stanislav Diviš, 2011
  - Karel Černý, 2012
  - Jana Matějková-Middleton, 2012
  - Václav Bartovský, 2012
  - Jiří Samek, 2013
  - Augusta Nekolová, 2013
  - Tomáš Cisařovský, 2013
  - Aleš Lamr – Stručná retrospektiva, 2016
  - Bohumil Kubišta – grafika, 2016
  - RDSV LAB – Radoslav Pavlíček, 2017
  - Zorka Ságlová, 2017
  - Jiří Kornatovský, 2017
  - Zdeněk Sklenář – grafika, 2017
  - Jindřich Vlček, 2018
  - Otakar Slavík, 2018
  - Zdeněk Sýkora, 2018
  - Milan Langer, 2019
  - Petra Malinová, 2020
  - Matyáš Chochola, 2020
  - Petr Stanický, 2020
  - Jiří Hilmar, 2020
  - Tereza Severová, 2021
  - Marie Lukáčová, 2021
- Výstavy ze sbírek:
  - Emil Filla, 2001
  - Zdeněk Sklenář
  - František Muzika
  - Josef Váchal, 2006
  - Anna Macková – Rozená tulačka, 2006
  - Alois Wachsman, 2004
  - Česká kresba ze sbírek GMU HK, 2004
  - František Tichý, 2006
  - Grafika symbolistů, 2007
  - Krajina s fantomem, 2008
  - Grafika šedesátých let, 2009
  - Secesní plastika, 2011
  - Česká meziválečná plastika, 2012
  - Psovo slunce, 2012
  - Práce práce, 2013
  - Co všechno máme..., 2014
  - České umění 19. století, 2006–2014 – proměnlivá expozice
  - Fragmenty, otisky, vize – přírůstky GMUHK 2014–2015, 2016
  - Blíž k fantazii než k realitě, 2019
  - Sbírka Karla Tutsche, 2021
- Galerie spolupracovala na několika výstavních projektech s partnerskou Středoslovenskou galerií v Banské Bystrici, s Východočeskou galerií v Pardubicích, s Národní galerií v Praze nebo s Moravskou galerií v Brně.

Galerie moderního umění má bohatou publikační činnost, ke každé výstavě vycházejí katalogy různých formátů, články o činnosti a výzkumu uveřejňují odborná periodika (Ateliér, Artalk, Art Antiques) či sborníky (Královéhradecko).

## Návštěvnost
| Rok  | Počet evidovaných vstupů |
| ---- | ------------------------ |
| 2019 | 9 485                    |
| 2020 | 7 744                    |
| 2021 | 9 395                    |
| 2022 | 10 344                   |
| 2023 | 10 600                   |
| 2024 | 22 394                   |